# Episodi di Dalziel and Pascoe (ottava stagione)
Lista degli episodi della ottava stagione della serie televisiva Dalziel and Pascoe.
| N° | Titolo originale   | Titolo italiano | Prima TV UK     | Prima TV Italia |
| -- | ------------------ | --------------- | --------------- | --------------- |
| 1  | A Game of Soldiers |                 | 3 gennaio 2003  |                 |
| 2  | The Price of Fame  |                 | 10 gennaio 2003 |                 |
| 3  | Great Escapes      |                 | 17 gennaio 2003 |                 |
| 4  | Soft Touch         |                 | 24 gennaio 2003 |                 |